# Isabella d'Aragona (regina del Portogallo 1271)
Isabella d'Aragona, o Isabella del Portogallo (Isabel in aragonese e in portoghese, Elisabet in catalano), conosciuta anche come sant'Elisabetta del Portogallo (Saragozza, 4 gennaio 1271 – Estremoz, 4 luglio 1336), è stata regina consorte del Portogallo e dell'Algarve dal 1282 al 1325. Fu proclamata santa nel 1625 dal papa Urbano VIII.

## Origine
Era la terzogenita e prima figlia femmina del re d'Aragona e Valencia, re di Sicilia, e conte di Barcellona e altre contee catalane Pietro III il Grande e della principessa Costanza di Sicilia, figlia del re di Sicilia Manfredi (figlio illegittimo dell'imperatore Federico II di Svevia e Bianca Lancia) e della sua consorte Beatrice di Savoia.

## Biografia
Bartolomeo di Neocastro, nella sua Historia Sicula menziona Isabella, assieme ai fratelli (Alfonsus, Elisabeth regina Portugalli…Rex Iacobus, Dominus Fridericus, domina Violanta et dominus Petrus) come figli di Pietro III il Grande (Petro regi Aragonum) e della moglie Costanza.
Isabella andò in sposa nel 1282 al re Dionigi del Portogallo, figlio terzogenito (secondo maschio) del re del Portogallo e dell'Algarve Alfonso III il Restauratore e della principessa castigliana Beatrice, figlia illegittima del re di Castiglia Alfonso X il Saggio e di Maior Guillen de Guzman: il 2 febbraio a Barcellona per procura e il 24 giugno in persona a Trancoso. Isabella è citata anche nel Chronicon Conimbricensi come regina del Portogallo (Dñæ Elizabeth Reginæ Portugaliæ).

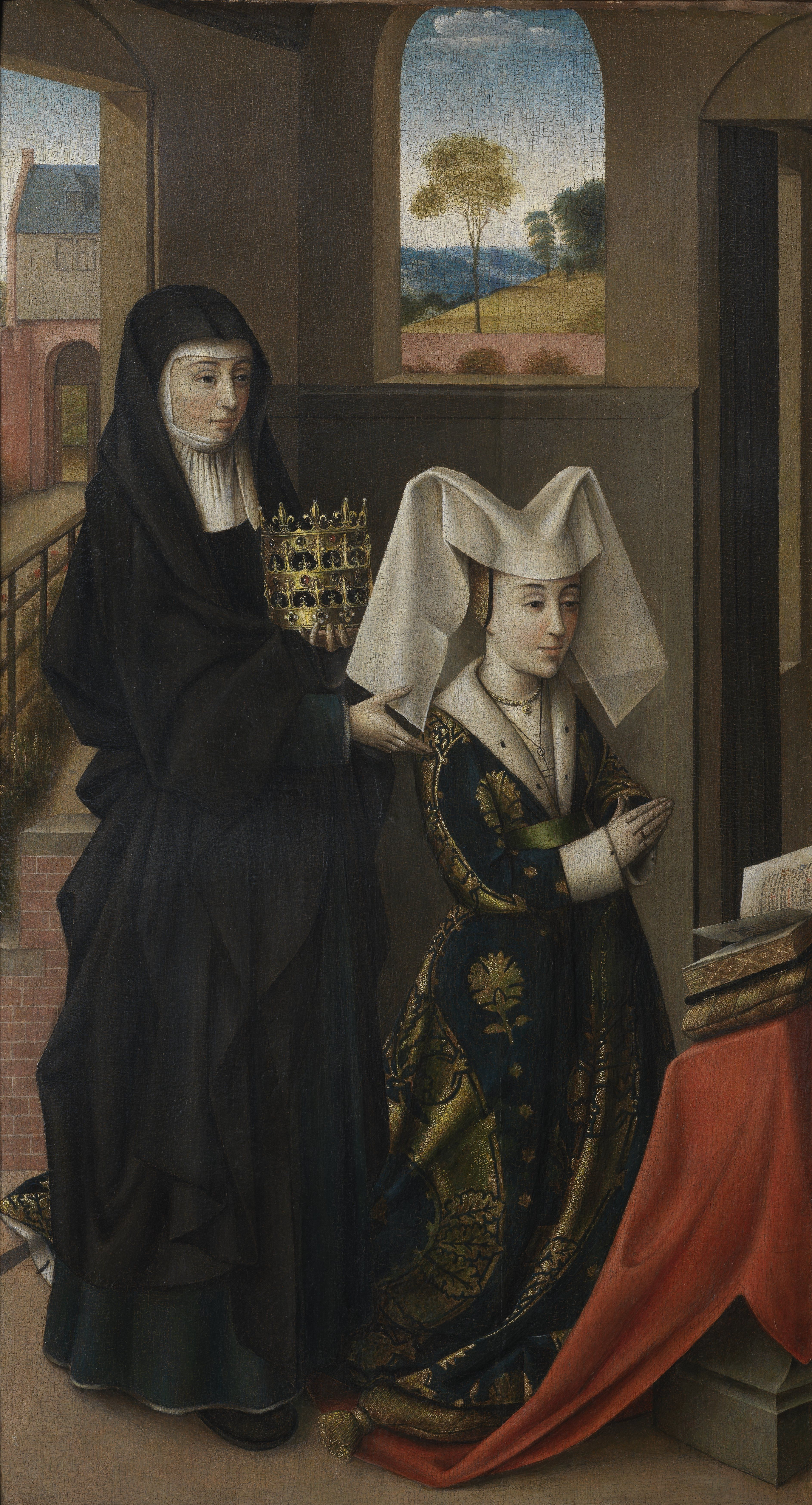
Petrus Christus, 1460 circa, Isabella di Aragona con un'altra Santa Elisabetta

Gli ultimi anni di regno del marito Dionigi furono amari sia per la malattia che per il comportamento dell'erede al trono, il futuro Alfonso IV, che vedendo l'affetto che legava il vecchio re ai suoi figli illegittimi, specialmente ad Alfonso Sanchez (1289-1326), e pensando che tramassero per diseredarlo, si ribellò, minacciando di fare guerra al padre; non si arrivò allo scontro aperto solo per l'intervento di Isabella, la regina santa, che, nell'ottobre del 1323 si frappose tra i due eserciti già schierati in ordine di battaglia, ad Alvalade, alla periferia di Lisbona (pare che l'intervento venne considerato miracoloso: al passaggio della regina infatti, una barriera luminosa divise i due eserciti).
Dionigi l'accusò di essersi schierata con il figlio e la bandì da corte, relegandola in una fortezza.
Morto il marito nel 1325 donò la corona al Santuario di Compostela, dove fece pellegrinaggio; lasciò quasi tutti i suoi averi ai poveri e ai conventi; entrò poi dopo essersi fatta francescana del terzo ordine, nel monastero delle clarisse a Coimbra, monastero da lei stessa fatto erigere. Uscì da questo una sola volta nell'inutile tentativo di pacificare i dissidi tra suo figlio Alfonso IV e il di lui genero, Alfonso XI di Castiglia. Morì a Estremoz nel 1336 e fu tumulata a Coimbra.

## Venerazione e culto

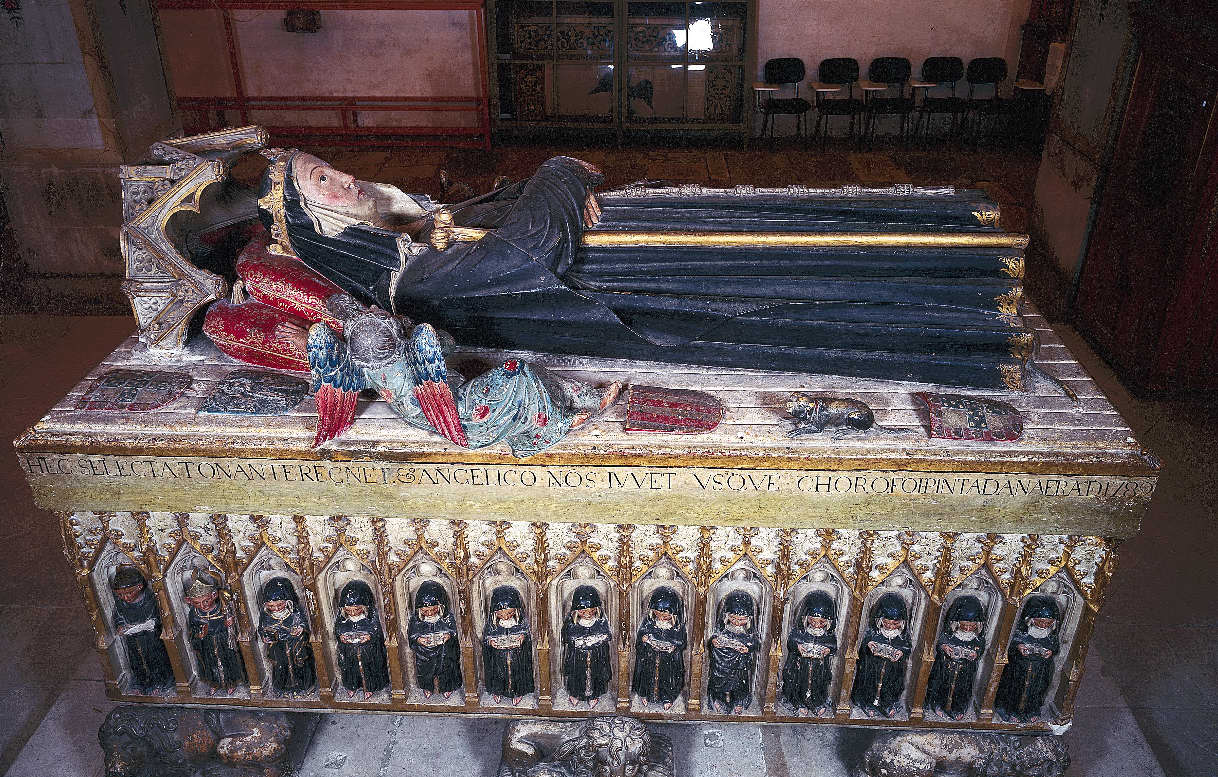
Sarcofago di Isabella d'Aragona, del 1330, nella chiesa di Santa Clara a Coimbra

Isabella sopportò con pazienza il difficile carattere del marito, le sue prepotenze e le sue infedeltà. Ebbero due figli: Costanza e Alfonso. Oltre le difficoltà caratteriali del marito, dovette successivamente affrontare anche il comportamento ribelle del figlio Alfonso. La tradizione descrive come ella fu spesso esempio di carità cristiana, rivolgendo particolare attenzione ai malati di Lisbona, e prodigandosi per pacificare le contese.
La sua carità cristiana la spinse a occuparsi con dedizione anche dei figli illegittimi del marito. Assistette quest'ultimo gravemente malato fino alla sua morte; tanto fece che l'affettuosa dedizione della moglie pare ne favorì la conversione in extremis al cattolicesimo. La descrizione delle sue opere venne assunta come prova dell'efficacia della sua testimonianza cristiana e condotta di vita.
Il suo corpo fu riportato al monastero di Coimbra nel 1612 e, durante l'esumazione lo si trovò incorrotto; fu chiesta quindi la canonizzazione. Già nei primi tempi dopo la morte c'erano pellegrinaggi di fedeli alla sua tomba e circolavano voci su miracoli avvenuti per sua intercessione. Finché, nel 1625, il papa Urbano VIII celebrò la solenne canonizzazione a Roma.
È commemorata il 4 luglio, nella messa tridentina l'8 luglio, ma localmente anche in altre date. Elementi che la caratterizzano la sua iconografia sono l'abito da terziaria francescana e il rosario. Dopo la costituzione nel 1819 della diocesi di San Cristóbal de La Laguna (Isole Canarie), Santa Isabella è co-patrona della stessa e della cattedrale diocesana per bolla del papa Pio VII.
Il messale romano di Paolo VI la descrive in questo modo:

## Discendenza
Dionigi e Isabella ebbero due figli:
- Costanza (1285-1313). Sposò il re di Castiglia Ferdinando IV, ed ebbe due figlie e un figlio;
- Alfonso IV (1290-1357), re del Portogallo. Sposò Beatrice di Castiglia ed ebbe quattro figli e tre figlie. Ebbe anche una figlia illegittima.

## Ascendenza
|                      |                       |                        | Genitori                      |  |  | Nonni |  |  | Bisnonni             |  |  | Trisnonni            |  |
|                      |                       |                        |                               |  |  |       |  |  | Pietro II di Aragona |  |  | Alfonso II d'Aragona |  |
|                      |                       |                        |                               |  |  |       |  |  | Pietro II di Aragona |  |  | Alfonso II d'Aragona |  |
|                      |                       | Sancha di Castiglia    |                               |  |  |       |  |  | Pietro II di Aragona |  |  |                      |  |
| Giacomo I d'Aragona  |                       |                        |                               |  |  |       |  |  | Pietro II di Aragona |  |  |                      |  |
|                      |                       | Maria di Montpellier   | Guglielmo VIII di Montpellier |  |  |       |  |  |                      |  |  |                      |  |
|                      |                       | Maria di Montpellier   | Guglielmo VIII di Montpellier |  |  |       |  |  |                      |  |  |                      |  |
|                      |                       | Maria di Montpellier   | Eudocia Comnena               |  |  |       |  |  |                      |  |  |                      |  |
| Pietro III d'Aragona |                       | Maria di Montpellier   |                               |  |  |       |  |  |                      |  |  |                      |  |
|                      |                       | Andrea II d'Ungheria   | Béla III d'Ungheria           |  |  |       |  |  |                      |  |  |                      |  |
|                      |                       | Andrea II d'Ungheria   | Béla III d'Ungheria           |  |  |       |  |  |                      |  |  |                      |  |
|                      |                       | Andrea II d'Ungheria   | Agnese d'Antiochia            |  |  |       |  |  |                      |  |  |                      |  |
| Iolanda d'Ungheria   |                       | Andrea II d'Ungheria   |                               |  |  |       |  |  |                      |  |  |                      |  |
|                      |                       | Iolanda di Courtenay   | Pietro II di Courtenay        |  |  |       |  |  |                      |  |  |                      |  |
|                      |                       | Iolanda di Courtenay   | Pietro II di Courtenay        |  |  |       |  |  |                      |  |  |                      |  |
|                      |                       | Iolanda di Courtenay   | Iolanda di Fiandra            |  |  |       |  |  |                      |  |  |                      |  |
| Isabella d'Aragona   |                       | Iolanda di Courtenay   |                               |  |  |       |  |  |                      |  |  |                      |  |
|                      | Federico II di Svevia | Enrico VI di Svevia    |                               |  |  |       |  |  |                      |  |  |                      |  |
|                      | Federico II di Svevia | Enrico VI di Svevia    |                               |  |  |       |  |  |                      |  |  |                      |  |
|                      | Federico II di Svevia | Costanza d'Altavilla   |                               |  |  |       |  |  |                      |  |  |                      |  |
| Manfredi di Sicilia  | Federico II di Svevia |                        |                               |  |  |       |  |  |                      |  |  |                      |  |
|                      |                       | Bianca Lancia          | Bonifacio I d'Agliano         |  |  |       |  |  |                      |  |  |                      |  |
|                      |                       | Bianca Lancia          | Bonifacio I d'Agliano         |  |  |       |  |  |                      |  |  |                      |  |
|                      |                       | Bianca Lancia          | Bianca Lancia                 |  |  |       |  |  |                      |  |  |                      |  |
| Costanza di Sicilia  |                       | Bianca Lancia          |                               |  |  |       |  |  |                      |  |  |                      |  |
|                      |                       | Amedeo IV di Savoia    | Tommaso I di Savoia           |  |  |       |  |  |                      |  |  |                      |  |
|                      |                       | Amedeo IV di Savoia    | Tommaso I di Savoia           |  |  |       |  |  |                      |  |  |                      |  |
|                      |                       | Amedeo IV di Savoia    | Margherita di Ginevra         |  |  |       |  |  |                      |  |  |                      |  |
| Beatrice di Savoia   |                       | Amedeo IV di Savoia    |                               |  |  |       |  |  |                      |  |  |                      |  |
|                      |                       | Margherita di Borgogna | Ugo III di Borgogna           |  |  |       |  |  |                      |  |  |                      |  |
|                      |                       | Margherita di Borgogna | Ugo III di Borgogna           |  |  |       |  |  |                      |  |  |                      |  |
|                      |                       | Margherita di Borgogna | Beatrice di Albon             |  |  |       |  |  |                      |  |  |                      |  |
|                      |                       | Margherita di Borgogna |                               |  |  |       |  |  |                      |  |  |                      |  |